# 探検バクモン
『探検バクモン』（たんけんバクモン）は、NHK総合テレビジョンで2012年5月2日から2019年3月13日まで放送された教養番組である。爆笑問題の冠番組。

## 概要
爆笑問題（太田光・田中裕二）を司会に迎えた『爆笑問題のニッポンの教養』（爆問学問）をリニューアルしたもので、普段は一般人が見ることができない場所へ潜入取材したり、時代をリードする学識経験者へのインタビュー、また地球上に存在する未解決疑問の謎に迫るという前番組の形式を踏襲した教養エンターテインメント作品である。
2019年度改編により、同年4月から『サンドのお風呂いただきます』が開始されるのに伴い、本番組は3月13日をもって終了、7年の歴史に幕を下ろした。

## 出演者
- 爆笑問題（太田光・田中裕二）
- サヘル・ローズ（準レギュラー）
- 木村昴（ナレーション）
- 島本須美（2016年度から、中盤VTRパートの進行役キャラクター「パンダラ」の声）

## 放送日時
いずれも総合テレビ。
| 放送期間   | 放送期間   | 本放送                               | 再放送                             | 再放送                 |
| ---------- | ---------- | ------------------------------------ | ---------------------------------- | ---------------------- |
| 2012.05.02 | 2012.08.29 | 水曜 22:55 - 23:25 （23時のNHK水曜） | 翌週火曜 02:10 - 02:40（月曜深夜） |                        |
| 2012.09.05 | 2013.03.18 | 水曜 22:55 - 23:25 （23時のNHK水曜） | 翌週火曜 01:45 - 02:15（月曜深夜） |                        |
| 2013.04.03 | 2014.03.19 | 水曜 22:55 - 23:20                   | 同週土曜 01:15 - 01:40（金曜深夜） |                        |
| 2014.04.02 | 2015.03.25 | 水曜 22:55 - 23:20                   | 同週土曜 01:45 - 02:10（金曜深夜） | 翌週火曜 16:30 - 16:55 |
| 2015.04.01 | 2016.03.16 | 水曜 22:55 - 23:20                   | 翌週火曜 16:25 - 16:50             |                        |
| 2016.04.13 | 2017.03.15 | 水曜 20:15 - 20:43                   | 翌週水曜 16:20 - 16:48             |                        |
| 2017.04.05 | 2018.03.14 | 水曜 20:15 - 20:43                   | 翌週水曜 03:40 - 04:10（火曜深夜） |                        |
| 2018.04.04 | 2019.03.13 | 水曜 20:15 - 20:43                   | 翌週水曜 04:02 - 04:30（火曜深夜） |                        |

## 書籍
- 爆笑問題と考える いじめという怪物（太田光・NHK「探検バクモン」取材班の共著、2013年、集英社新書、ISBN 978-4087206913）
  - 2012年11月21日放送「いじめ×爆笑問題」を基に書籍化。